# Sapinho-da-mata
Sapinho-da-mata (nome científico: Allobates capixaba) é uma espécie de anfíbio da família dos aromobatídeos (Aromobatidae). Endêmica do Brasil, pode ser encontrada na região costeira de Mata Atlântica nos estado do Espírito Santo e Bahia. A degradação ambiental por ação antrópica e talvez infestação de fungo estão entre as causas do declínio populacional acentuado da espécie em seu habitat.

## Distribuição e habitat
O sapinho-da-mata é endêmico do Brasil e é encontrado nos estados do Espírito Santo e Bahia. Sua área de extensão de ocorrência, calculada por meio do mínimo polígono convexo formado a partir dos pontos de registro, é de 37 437,96 quilômetros quadrados. É indeterminada a quantidade total de sua população, mas é sabido que vem sofrendo acentuado declínio ao longo das décadas. Em vários locais nos quais abundava há algumas décadas, hoje já se encontra praticamente erradicado. Foram feitos esforços infrutíferos de coleta de espécimes em Santa Teresa, enquanto em outros lugares as buscas revelaram uma pequena quantidade deles. Historicamente, esteve presente em áreas de proteção, como a Reserva Biológica de Una, o Refúgio de Vida Silvestre Una, a Reserva Biológica de Sooretama e a Reserva Particular da Vale do Rio Doce.

## Comportamento
O sapinho-da-mata é diurno, terrícola e de floresta. Se abriga no folhiço e seus girinos se desenvolvem em ninhos terrestres úmidos antes de serem levados por seus pais para poças marginais e córregos.

## Conservação
O maior risco à sobrevivência do sapinho-da-mata é a degradação de seu ambiente natural, sobretudo por ações antrópicas. Em espécies congêneres da Mata Atlântica foi detectada a presença do fungo quitrídio. A espécie habita área sob abrigo do Plano de Ação Nacional para Conservação da Herpetofauna Ameaçada da Mata Atlântica Nordestina (2013) e do Plano de Ação Nacional para a Conservação da Herpetofauna do Sudeste da Mata Atlântica, que foi implementado em 2014 sob supervisão do Instituto Chico Mendes de Conservação da Biodiversidade (ICMBio). Em 2005, foi classificado como vulnerável na Lista de Espécies da Fauna Ameaçadas do Espírito Santo.

## Taxonomia
Allobates alagoanus, Allobates capixaba e Allobates carioca, antes considerados como espécies distintas, foram sinonimizados com o Allobates olfersioides em 2007. No entanto, essa decisão não foi consensual e alguns consideram que apenas A. carioca seja sinônimo de A. olfersioides, com A. alagoanus e A. capixaba se configurando como espécies distintas. Sendo o caso, os sinônimos Phyllobates capixaba e Colostethus capixaba pertenceriam a A. capixaba.